# 旋風行動
旋風行動(英語：Operation Cyclone)，是美國中央情報局在1979年至1989年設立和資助在阿富汗的聖戰者運動的代號，他們反對蘇聯入侵阿富汗和親蘇的阿富汗民主共和國政府，為他們提供資金、武器和軍事訓練。
該方案由巴基斯坦總統齊亞·哈克旗下的三軍情報局當中介人，旋風行動是中情局迄今為止進行得最長，也是最昂貴的秘密行動之一。1979年開始時的資金剛剛超過500,000美元，1980年大幅增加到每年2,000-3,000萬美元，並在1987年每年增加到6.3億美元。1989年後，在阿富汗內戰期間，聖戰者與穆罕默德·納吉布拉的阿富汗民主共和國政府軍戰鬥，並最後推翻了它。
這行動是美蘇代理人戰爭一部分，並最終導致蘇聯被逼撤出阿富汗。這行動也培養出塔利班和賓·拉登等伊斯蘭主義者。

## 结局
苏联部队撤走之后，美国立即切断了对阿富汗的资助，同时也削减了对阿富汗难民的援助。
1990年10月，老布什拒绝承认巴基斯坦并不拥有核武器，美国对巴的制裁措施旋即上马。对巴军售和对巴军官兵的训练课程立即停止，有些正在美国受训的巴军军官也被遣返回国。

## 批评
巴基斯坦官员认定古勒卜丁·希克马蒂亚尔忠于他们，于是向这位行为具争议性的人物输送了总量大得不成比例的资金，美国政府也因此蒙受批评。希克马蒂亚尔曾因杀害其他圣战者和攻击平民区，以及炮击喀布尔造成2000人死伤等行为而备受指责。同时，希克马蒂亚尔也被指与基地组织的创始人奥萨马·本·拉登关系友好。后者当时正在组织对阿富汗阿拉伯人组成的志愿军的援助。巴基斯坦总统齐亚·哈克也开始警惕希克马蒂亚尔，并警告后者：是巴基斯坦将他扶植成阿富汗的领袖，如果他继续胡作非为，巴基斯坦也能摧毁他。
美国中情局和美国国务院在阿富汗出版的教科书具有灌输对外国人和非穆斯林阿富汗人的歧视与仇恨的内容，因此备受非议。同时，美国中情局和美国国务院也被指绕过巴基斯坦与身为阿富汗地区走私海洛因的头子的希克马蒂亚尔直接交易。